# Tommaso Riario Sforza

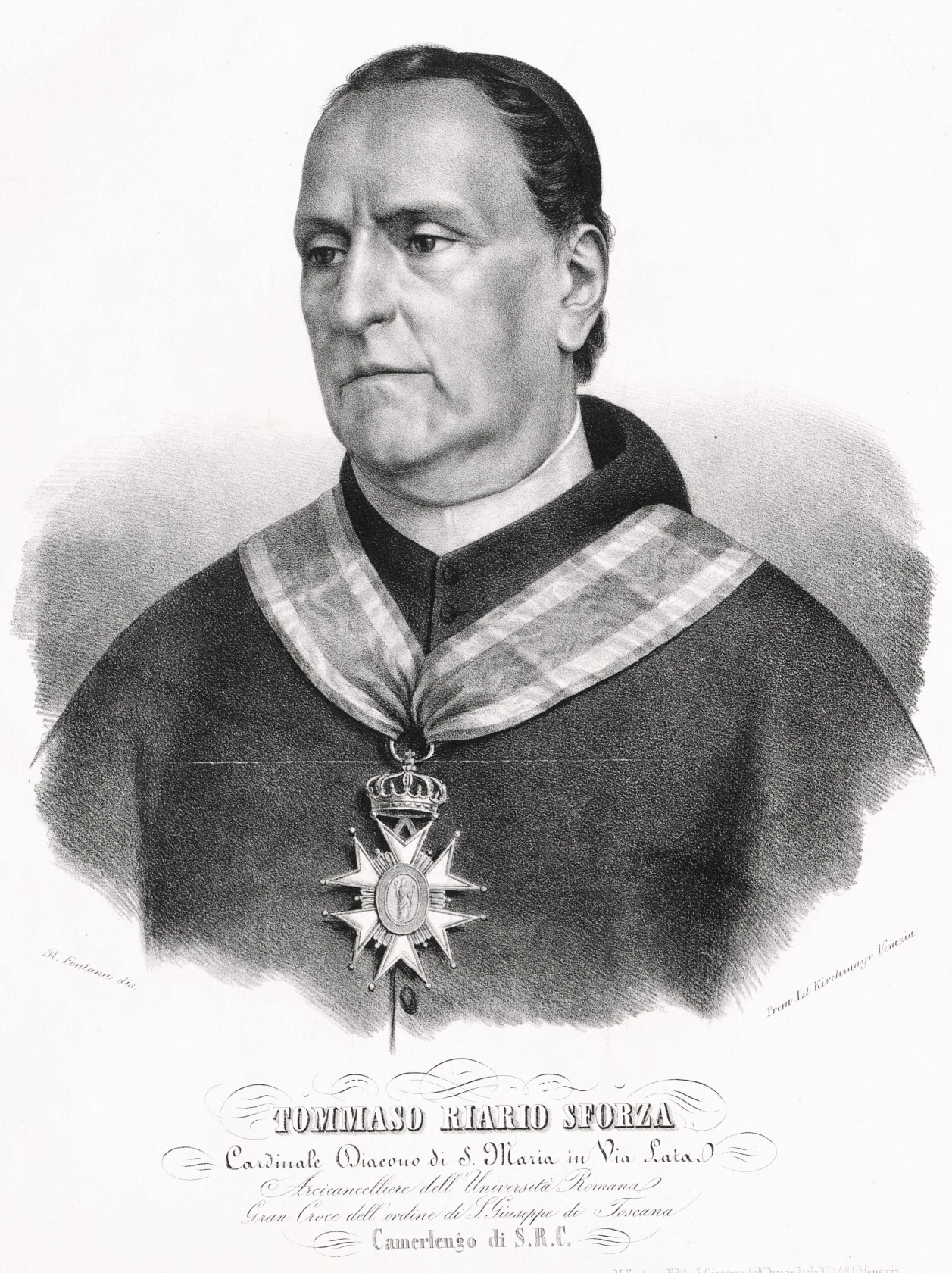
Tommaso Kardinal Riario Sforza (1850)

Kardinalswappen

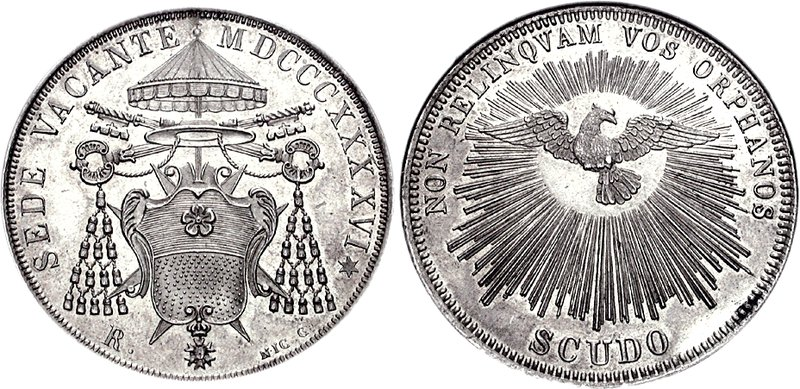
Sedisvakanzmünze, eine römische Münze (Scudo) mit dem Wappen des Camerlengos Tommaso Riario Sforza während der Sedisvakanz des Apostolischen Stuhles 1846

Wappen von Tommaso Riario Sforza als Camerlengo während der Sedisvakanz 1846

Tommaso Riario Sforza (* 8. Januar 1782 in Neapel; † 14. März 1857 in Rom) war ein italienischer Geistlicher und Kardinal der Römischen Kirche.

## Leben
Seit 1793 am Collegio Nazareno in Rom studierend, begann er am 19. April 1804 seinen Dienst an der päpstlichen Kurie als Referendar der Apostolischen Signatur. Seit 1806 Apostolischer Protonotar, wurde er noch vor dem 13. September 1806 Relator der Präfektur für die Güterverwaltung, dies blieb er bis 1808. Seit dem 8. Dezember 1814 der Kongregation für das Tridentinische Konzil angehörend, wurde er am 9. März 1816 Apostolischer Delegat in Macerata und am 22. Juli 1816 Maestro di camara.
Papst Pius VII. kreierte Riario Sforza am 10. März 1823 zum Kardinal und ernannte ihn am 16. Mai 1823 zum Kardinaldiakon von San Giorgio in Velabro. Nachdem er am 28. September 1823 die Priesterweihe empfangen hatte, wurde er am 17. November 1823 Kardinaldiakon von Santa Maria in Domnica. Am 12. März 1825 unter Leo XII. zum Mitglied der ersten Staatskongregation ernannt, wurde er am 15. März 1826 Präsident der Subsidienkommission, am 1. Oktober 1826 Präfekt der Ökonomie der Propagandakongregation und von 1828 bis 1830 Kämmerer des Heiligen Kardinalskollegiums.
Seit dem 17. April 1829 Apostolischer Legat der Provinz Forli, kehrte er nach dem Konklave von 1830 nicht mehr auf diesen Posten zurück, sondern blieb in Rom. Am 5. Dezember 1834 zum Apostolischen Legaten von Urbino und Pesaro ernannt, wechselte er am 19. Dezember 1834 als Kardinaldiakon zur Titeldiakonie Santa Maria in Via Lata. Die Beibehaltung seiner zweiten Titeldiakonie wurde ihm aber noch bis 1837 zugestanden.
Seit 1842 Kardinalprotodiakon wurde er am 24. Januar 1843 unter Papst Gregor XVI. Präfekt der Kongregation der Guten Regierung und am 3. April 1843 Kardinalkämmerer der Römischen Kirche. Als solchem oblag ihm nach dem Tod Gregors XVI. die interimistische Administration des Kirchenstaates in der Zeit der Sedisvakanz 1846. Der neue Summus Pontifex Pius IX., dessen Wahl Kardinal Riario Sforza am 16. Juni 1846 als Protodiakon der Öffentlichkeit verkündete, ernannte ihn am 27. Dezember 1847 zum Minister für Wirtschaft, Landwirtschaft, Industrialisierung und Beaux-Arts. Am 12. Februar 1848 verzichtete er jedoch auf sein Ministerium und wurde zugleich zum Präfekten der Kongregation für die öffentlichen Angelegenheiten ernannt. Von diesem Amt trat der Kardinal  am 28. Februar 1848 zurück.
Kardinal Riario Sforza war viermal Teilnehmer an einer Papstwahl: 1823, 1829, 1830/31 und 1846.
Als Tommaso Riario Sforza am 14. März 1857 in Rom starb, war er der letzte noch von Papst Pius VII. kreierte Kardinal. Er wurde in der Basilika Santi XII Apostoli beigesetzt.